# Szkoła New Haven
Szkoła New Haven (New Haven School, Progressive School, Legal Reformist School) – jedna ze szkół ekonomicznej analizy prawa. Stanowi przeciwieństwo tzw. szkoły chicagowskiej, która zakłada potrzebę postulowania zmian w prawie. Prezentowane przez nią podejście normatywne ma się opierać na analizie kosztów i korzyści. Akcentuje się tu ponadto potrzebę eliminowania niesprawności rynku. Nazwa szkoły pochodzi od New Haven (miasta, w którym znajduje się Uniwersytet Yale). Nazywana jest również „szkołą progresywną” (Progressive School) bądź też „szkołą reformatorów prawniczych” (Legal Reformist School).
Szkoła New Haven opiera się na konstrukcjach odpowiedzialności cywilnej oraz rozkładzie ryzyka.
Jej głównymi szkołami i ośrodkami są Chicago i New Haven.

## Prekursorzy
U podstaw podejścia szkoły New Haven legły publikacje Guido Calabresiego, który badał prawo deliktowe i wskazywał, że celem każdego systemu prawnego odnoszącego się do wypadków jest obniżanie trzech rodzajów kosztów:
- kosztów bezpośrednich (np. utrata życia, szkoda na mieniu)
- kosztów związanych z niedostatecznym wynagradzaniem strat osobom poszkodowanym
- kosztów administrowania systemem.

Jego badania zaowocowały krytyczną oceną amerykańskiego prawa wypadków opartego na zasadzie winy. Postulował on zastąpienie jej w znacznym zakresie zasadą ryzyka.
Kontynuatorami myśli Calabresiego byli Robert Ellickson i Steven Shavell. Choć Calabresi wywarł ogromny wpływ na ukształtowanie się szkoły New Haven, jego myśl w pierwotnej postaci znalazła niewielu kontynuatorów. S. Shavell nawiązywał do teorii Calabresiego w pewnym zakresie.

## Istota szkoły New Haven
Szkoła New Haven prezentuje tzw. podejście normatywne do ekonomicznej analizy prawa. Robert Cooter i Thomas Ulen wskazują, że jej korzeni trzeba szukać w publikacjach Calabresiego. Jedną z nich jest przełomowy artykuł Some Thoughts on Risk Distribution and the Law of Torts, który dotyczył wpływu systemu prawa na zachowanie odpowiedniego poziomu ostrożności w działaniach mogących wyrządzić szkody innym osobom oraz kosztów administrowania tego rodzaju systemem. Tematyka ta została dalej kontynuowana w książce The Costs od Accidents.
Calabresi, na podstawie zaproponowanego modelu krytycznie ocenia obowiązujące w Stanach Zjednoczonych prawo wypadków, które opiera się na zasadzie winy. Zachęca do wprowadzenia zmian normatywnych (stąd mówi się, że szkoła New Haven prezentuje podejście normatywne) w obowiązującym systemie prawa, by urzeczywistniać stawiane przed nim cele społeczne, co odróżnia te rozważania od koncepcji szkoły chicagowskiej Law & Economics niechętnej takim interwencjom.
Wskazuje się, że szkoła New Haven łączy czerpanie ze szkoły chicagowskiej oraz aktywną eliminację niesprawności rynku. Stanowi ona normatywne Law & Economics.
Law & Ecocomics i ekonomiczna analiza prawa są zastosowaniem ekonomicznej teorii (teorii mikroekonomicznej) do analizy prawa, które swoje początki wiążą z naukowcami z chicagowskiej szkoły ekonomii. Koncepcje ekonomiczne służą do wyjaśnienia skutków przepisów, aby ocenić, które przepisy prawne są efektywne ekonomicznie, a także przewidzieć, jakie zasady prawne zostaną ogłoszone. Zwrot „Prawo i ekonomia” odnosi się do stosowania analizy mikroekonomicznej problemów prawnych. Ze względu na nakładanie się systemów prawnych i systemów politycznych, niektóre z zagadnień z zakresu prawa i ekonomii są również podniesione w ekonomii politycznej, ekonomii konstytucyjnych i nauk politycznych.
Analiza ekonomiczna prawa jest zwykle podzielona na dwa podpola: pozytywne i normatywne.
„Prawo i ekonomia pozytywna” wykorzystuje analizę ekonomiczną do przewidywania skutków różnych przepisów prawnych. Tak więc, na przykład, pozytywna ekonomiczna analiza prawa deliktów, przewiduje skutki ścisłej odpowiedzialności rządów w przeciwieństwie do skutków zaniedbania reguły. Prawo pozytywne i ekonomia ma również wyjaśnić rozwój norm prawnych, na przykład wspólnego prawa o czynach niedozwolonych, pod względem ich efektywności ekonomicznej.
Prawo i ekonomia normatywna idzie o krok dalej i sprawia, że zalecenia polityczne oparte na ekonomicznych konsekwencji różnych polityk. Kluczowym pojęciem dla normatywnej analizy ekonomicznej jest efektywność, a w szczególności skuteczności przydziału środków.
Do prekursorów L&E zaliczyć także należy: Ronald Coase, Gary Becker, Henry Manne, Richard Posner.
Szkoła Chicagowska i szkoła New Haven określane są szkołami głównego nurtu Law & Economics.
Zgodnie z poglądem szkoły New Haven istnieją dwie uzupełniające się metody obniżania sumy tych trzech rodzajów kosztów: ogólne odstraszanie (general detterence) i szczególne odstraszanie (specific detterence). Pierwsza obciąża kosztami wypadku stronę, która do niego doprowadziła. W ten sposób koszty są obniżane, ponieważ zachęca się do ostrożnego zachowania. Jednak metoda ta nie jest optymalna m.in. ze względu na obojętność niektórych osób wobec potencjalnego nałożenia na nie kosztów wypadków. Druga metoda – szczególne odstraszanie – uzupełnia pierwszą, wpływając bezpośrednio na zachowania mogące prowadzić do wypadków, np. zakaz jazdy pod wpływem alkoholu (Calabresi 1970). Calabresi twierdzi, że system ten nie kreuje bodźców do powstrzymywania się od wypadków, a także pomija koszty drugorzędne i trzeciorzędne. Fakt, że w ramach kosztów drugorzędnych Calabresiego znajdują odzwierciedlenie redystrybucja bogactwa i alokacja ryzyka, świadczy o tym, że według tej koncepcji prawo ma realizować, oprócz efektywności również te cele (Priest 2005). Szkoła New Haven nawiązuje po części do dorobku Calabresiego. Choć opiera się w dużym stopniu na modelu i założeniach szkoły chicagowskiej, kładzie silniejszy nacisk na niesprawności rynku (market failures), które powinny być eliminowane (Katz 1998). Interwencja rządowa mająca na celu usunięcie niesprawności rynku powinna się opierać na analizie kosztów i korzyści, a istotną rolę w tym procesie mają do odegrania instytucje rządowe (Mercuro, Medema 2006). W innym ujęciu podkreśla się, że szkoła New Haven wykorzystuje Law & Economics do ekonomicznego uzasadnienia interwencji publicznej, realistycznej analizy instytucji politycznych i biurokratycznych oraz do definiowania roli sądów w nowoczesnym systemie podejmowania decyzji (Rose-Ackerman 1992). W związku z akceptacją możliwości postulowania zmian w prawie przez przedstawicieli szkoły New Haven tego rodzaju podejście nazywane jest w ekonomicznej analizie prawa podejściem normatywnym.